# Shinjō
Shinjō (新庄市 Shinjō-shi?) es una ciudad localizada en la prefectura de Yamagata, Japón. En junio de 2019 tenía una población de 35.066 habitantes y una densidad de población de 157 personas por km². Su área total es de 222,85 km².

## Geografía

### Municipios circundantes
- Prefectura de Yamagata
  - Kaneyama
  - Mamurogawa
  - Sakegawa
  - Tozawa
  - Mogami
  - Ōkura
  - Funagata
- Prefectura de Akita
  - Yuzawa

## Demografía
Según datos del censo japonés, la población de Shinjō ha disminuido en los últimos años.
| Año del censo | Población |
| ------------- | --------- |
| 1995          | 42.896    |
| 2000          | 42.151    |
| 2005          | 40.717    |
| 2010          | 38.850    |
| 2015          | 36.894    |